# Axel Thue
Axel Thue (19. února 1863 Tønsberg – 7. března 1922 Christiania) byl norský matematik. Je známý především díky práci v oblasti posloupností znaků nad konečnou abecedou a tzv. Thueovy-Morseovy posloupnosti. Právě díky této práci bývá považován za otce formálních jazyků, i tzv. kombinatoriky na slovech. Významná je také jeho práce v teorii čísel. Jeho jediným doktorandem byl Thoralf Skolem.

## Ocenění
- 1913, Fridtjof Nansens belønning for fremragende forskning